# Dolichopoda steriotisi
Dolichopoda steriotisi är en insektsart som beskrevs av Boudou-saltet 1973. Dolichopoda steriotisi ingår i släktet Dolichopoda och familjen grottvårtbitare. Inga underarter finns listade i Catalogue of Life.